# Khandwa (distrikt)
East Nimār är ett distrikt i Indien.   Det ligger i delstaten Madhya Pradesh, i den centrala delen av landet, 800 km söder om huvudstaden New Delhi. Antalet invånare är 1 310 061.
Följande samhällen finns i East Nimār:
- Punāsa
- Khandwa
- Pandhāna
- Mundi
- Jawar